# Alan M. Dershowitz

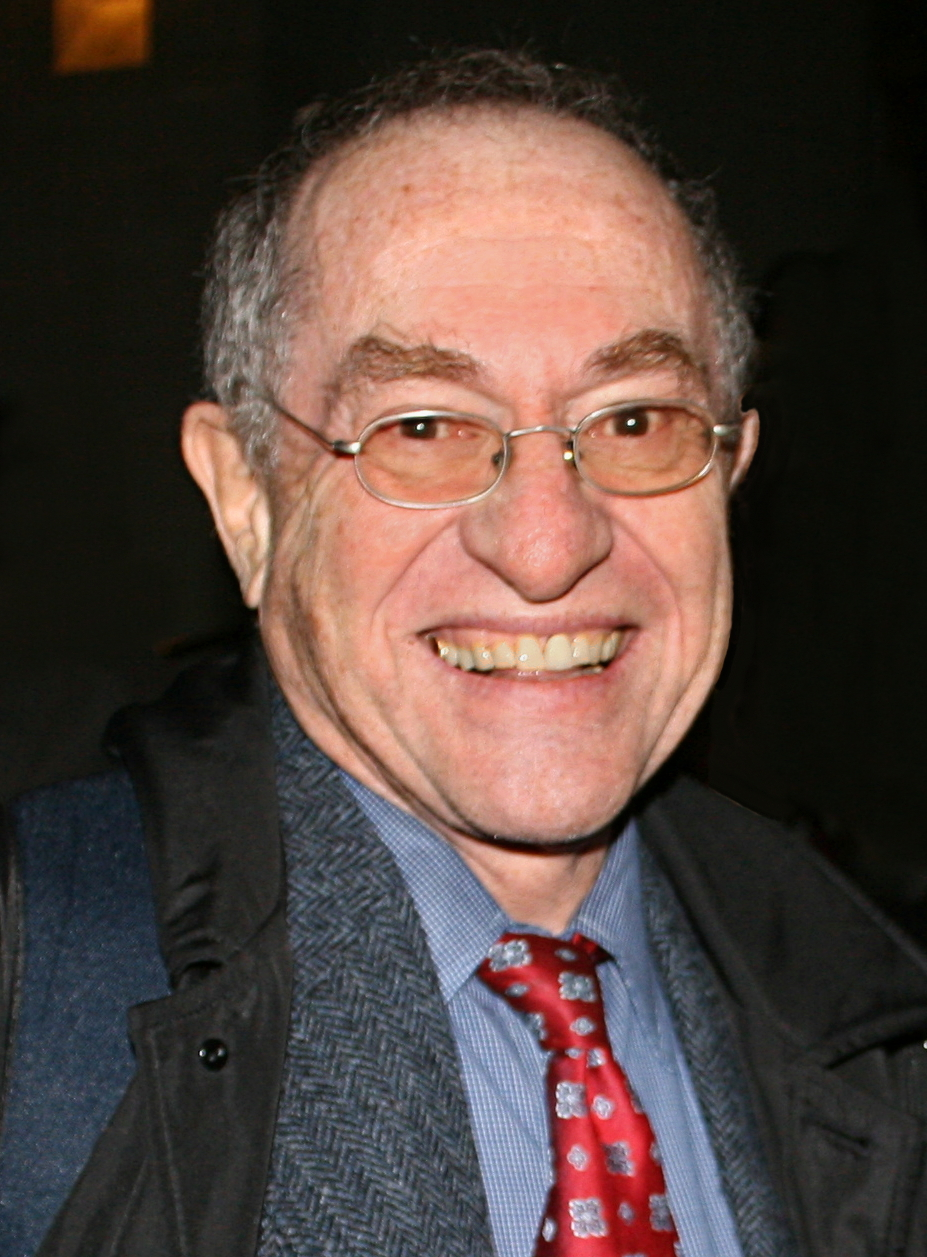
Alan M. Dershowitz, 2009

Alan Morton Dershowitz (* 1. September 1938 in Brooklyn, New York) ist ein US-amerikanischer Jurist, Hochschullehrer und Publizist. Er ist einer der bekanntesten Strafverteidiger seines Landes und war von 1993 bis 2013 Inhaber des Felix-Frankfurter-Lehrstuhls für Rechtswissenschaften an der Harvard University. Dershowitz hat in seinen Büchern und Artikeln wiederholt zu politischen Themen Stellung bezogen.

## Leben

### Familie und Ausbildung
Dershowitz ist Sohn orthodoxer Juden; sein Vater gründete eine Synagogengemeinde und war deren Vorstand. Alan besuchte die Yeshiva University High School, wo er auch fließend Hebräisch lernte, und studierte am Brooklyn College (Abschluss 1959) und der Yale Law School, wo er Herausgeber des Yale Law Journal war. Er schloss in Yale 1962 ab.
Dershowitz' Sohn Elon Dershowitz, geboren 1961, war ein Filmproduzent. Er starb im August 2025. Er entstammt der Ehe mit Sue Barlach, die 1959 geschlossen wurde und hatte zwei leibliche Geschwister. Barlach und Dershowitz trennten sich 1973, die Scheidung folgte drei Jahre später. Sue Barlach starb 1983.

### Wirken als Jurist
Dershowitz trat nach Assistenztätigkeiten für die Richter David Bazelon (Chief Justice im Berufungsgericht D.C. Circuit in Washington, D.C., das für viele Bundes-Organisationen der USA juristisch zuständig ist) und Arthur Goldberg (Richter am Supreme Court) 1963 der Fakultät der Harvard Law School bei, wo er 1964 Assistenzprofessor wurde und 1967 mit 28 Jahren eine volle Professur erhielt. Von 1993 bis zu seinem Eintritt in den Ruhestand 2013 war er dort Felix Frankfurter Professor of Law.
Dershowitz ist Spezialist für Revisionsverfahren im Strafprozessrecht. Zu seinen berühmtesten Fällen gehört der Fall Claus von Bülow, worüber er auch ein Buch schrieb, das 1990 von Barbet Schroeder als Die Affäre der Sunny von B. verfilmt wurde, mit Dershowitz selbst in einer kleinen Nebenrolle als Richter. Bülow war vorgeworfen worden, seine Frau mit Insulin ins Koma gespritzt zu haben. Weitere Fälle und Klienten sind Natan Scharanski, Harry Reems (ein Pornodarsteller, der 1976 wegen Obszönität verfolgt wurde), Michael Milken, Mike Tyson, Patricia Hearst, O. J. Simpson (in der Vorbereitung eines Berufungsverfahrens, das dann nicht mehr nötig war), Jeffrey Epstein. Ungefähr die Hälfte seiner Fälle sind pro bono, das heißt, er verteidigt in diesen Fällen kostenlos, ein (wenn auch nicht in diesem Umfang) in den USA üblicher „sozialer Dienst“ vieler Anwälte. 2011 beriet er den Wikileaks-Chef Julian Assange juristisch und zog Parallelen zu den Pentagon-Papieren, bei denen Dershowitz ebenfalls als Anwalt beteiligt war.

### Publizistik und Kontroversen
Dershowitz ist ein erfolgreicher Buchautor (auch von Romanen), der gerne in politische Debatten eingreift oder diese anstößt. Insbesondere ist er ein engagierter Vertreter von Rechtspositionen und nationalen Interessen des Staates Israel, was zu Debatten führte, u. a. mit dem Politologen Norman Finkelstein, dem Linksintellektuellen Noam Chomsky, dem Ex-Präsidenten Jimmy Carter (der in Zusammenhang mit Israel von Apartheid gesprochen hatte) und den Politologen John J. Mearsheimer und Stephen M. Walt über deren Aufsatz The Israel Lobby and U.S. Foreign Policy (2006).
Beispielsweise schlug er in einem Artikel vom 11. März 2002 in der Jerusalem Post unter dem Eindruck zahlreicher Anschläge von Selbstmord-Attentätern auf die israelische Zivilbevölkerung vor, ein Moratorium anzukündigen, nach jedem weiteren solchen Terroranschlag kleine palästinensische Dörfer aus einer vorher festgelegten Liste dem Erdboden gleichzumachen, nachdem den Einwohnern 24 Stunden zur Räumung ihres Dorfes eingeräumt worden war. Der so festgelegte Automatismus der Zerstörung sollte nach Dershowitz dazu führen, dass die palästinensische Bevölkerung sich von den Terroristen distanziert. Der Vorschlag löste starke Kritik aus; der für seine antizionistischen Ansichten bekannte Norman Finkelstein verglich diesen Vorschlag sogar mit Lidice. Israel hatte schon zuvor die Politik verfolgt, Häuser der Familien von identifizierten arabischen Terroristen abzureißen.
In seinem Bestseller Chutzpah (1991) trat Dershowitz für mehr jüdisches Selbstbewusstsein in den USA ein. In Plädoyer für Israel (2003) kritisierte er eine seiner Meinung nach einseitig antiisraelische Darstellung des Nahostkonfliktes.
Dershowitz ist ein Gegner des 2. Verfassungszusatzes, der jedem Amerikaner das Recht gewährt, Feuerwaffen zu besitzen, und spricht sich dafür aus, Tieren begrenzte Rechte zuzugestehen. Er forderte 2002 in Reaktion auf die Terroranschläge vom 11. September 2001, die z. B. damals in den USA häufiger in Form von Waterboarding praktizierten Folterungen in äußersten Ausnahmefällen in den USA gesetzlich zuzulassen – wie z. B. bei der unmittelbaren Drohung eines großen terroristischen Anschlags mit vielen Opfern, welchen er als Szenario der „tickenden Bombe“ bezeichnet hat. Deren Anwendung sollte aber nicht geheim und auf Anweisung von Polizisten oder Agenten geschehen, sondern offen und mit Genehmigung (torture warrant) durch einen Richter, eben um diese auf seltene Ausnahmefälle zu beschränken. Legalisierung von Folter zum Nachweis von Schuld lehnte er ab.
Während ihrer Studienzeit an der Harvard University war die Schauspielerin Natalie Portman Forschungsassistentin von Dershowitz für sein Buch The Case for Israel (deutsch: Plädoyer für Israel).
Kurz nach der Veröffentlichung des Buches im Jahr 2003 erhob der an der DePaul-Universität lehrende Politikwissenschaftler Norman Finkelstein Plagiatsvorwürfe gegen Dershowitz. Dershowitz bestritt die Vorwürfe.
2019 reichte Virginia Roberts Giuffre in Zusammenhang mit dem Fall Jeffrey Epstein eine Klage gegen Dershowitz wegen sexuellen Missbrauchs und Rufschädigung ein. Dershowitz reagierte mit einer Gegenklage wegen Rufschädigung und absichtlichen Zufügens von emotionalem Stress. Im November 2022 zog Giuffre ihre Klage gegen Dershowitz zurück. Sie erkenne, dass sie bei der Identifizierung von Dershowitz „vielleicht einen Fehler“ gemacht habe. Für die Beilegung des Rechtsstreits soll kein Geld geflossen sein.

#### Kommentare zu Trump und Wirken für Trump
Dershowitz kämpfte auch gegen die Wahl von Donald Trump während der Präsidentschaftswahl 2016 in den Vereinigten Staaten und kritisierte viele seiner Aktionen, darunter sein Einreiseverbot für Muslime, seine Aufhebung des Schutzes von „Dreamern“ und Donald Trumps Reaktion auf die rechtsextremen Demonstrationen in Charlottesville.
Trotz seiner Unterstützung für die Demokratische Partei verteidigte Dershowitz in einigen Fällen Präsident Trump. Im Januar 2018 sagte er, dass Demokraten, die die „mentale Fitness“ des Präsidenten angreifen, eine „sehr gefährliche“ Konfrontationslinie wählten. Er sah „keinen Grund“ für den Vorwurf einer Behinderung der Justiz durch Präsident Trump in Bezug auf die Entlassung von FBI-Direktor James Comey und meinte, dass „Absprachen“, wie sie von Demokraten und den Medien in Bezug auf die russische Einmischung in die Wahlen 2016 vermutet werden, kein Verbrechen seien. Er veröffentlichte 2018 ein Buch, The Case Against Impeaching Trump, in dem er sich gegen ein Amtsenthebungsverfahren von Trump ausspricht.
Dershowitz sprach sich entschieden gegen die Kriminalisierung politischer Differenzen und gegen einige juristische Ermittlungen gegen Donald Trump aus, während er gleichzeitig feststellte, dass Trumps angebliche Weitergabe von Geheiminformationen an Russland „die schwerste Anschuldigung ist, die jemals gegen einen amtierenden Präsidenten erhoben wurde“. Dershowitz wurde von einigen Liberalen kritisiert und von einigen Konservativen gelobt für seine Verteidigung von Präsident Donald Trump gegen Forderungen nach seiner Amtsenthebung und für seine Kritik an Sonderermittler Robert Mueller.
Dershowitz verteidigte Trumps Supreme-Court-Kandidat Brett Kavanaugh gegen Anschuldigungen von Julie Swetnick, dass er als Student zusammen mit Mark Judge auf einer Party anwesend gewesen sei, wo sie von einer Bande vergewaltigt worden sei. Dershowitz sagte auf Fox News, dass „die eidesstattliche Versicherung so zutiefst fehlerhaft und so unverschämt ist, dass jeder gute Anwalt, jeder gute Verteidiger in der Lage wäre, das in 30 Sekunden auseinanderzunehmen“. Dershowitz forderte Swetnicks Rechtsanwalt Michael Avenatti, der auch Stormy Daniels vertritt, auf, die eidesstattliche Versicherung wegen Inkonsistenzen zurückzuziehen. Avenatti entgegnete, dass diese Inkonsistenzen trivial seien.
Dershowitz, zusammen mit anderen, empfahl Donald Trump, dass er im Falle der Verurteilung des Unternehmers Sholom Rubashkin unter anderem wegen Bankbetrug (weitere Anklagepunkte waren Kinderarbeit und Förderung illegaler Einwanderung) im Fall Agriprocessors das Strafmaß reduzieren solle, was auch geschah. Agriprocessors war seinerzeit der größte Produzent koscheren Essens und entsprechender Fleischverarbeitung und -produktion in den USA. Rubashkin war 2009 für schuldig befunden und 2010 zu 27 Jahren Gefängnis verurteilt worden. Seine Berufung war vor dem Supreme Court gescheitert. Es gab eine Kampagne, die im Urteil eine zu harte Bestrafung im Vergleich zu anderen solchen Fällen sah, und Trump wandelte die Haftstrafe im Dezember 2017 um, so dass Rubashkin vorzeitig entlassen wurde.
Im Januar 2020 übernahm Dershowitz eine Rolle im Verteidigungsteam von Präsident Donald Trump im Impeachment-Verfahren (Amtsenthebung) vor dem Senat der Vereinigten Staaten als Experte für Verfassungsrecht. Hauptanwälte sind der Rechtsberater des Weißen Hauses Pat Cipollone und Trumps persönlicher Anwalt Jay Sekulow. Dershowitz kündigte an, dass er sich ein Argument des Anwalts Benjamin Curtis (später Richter am Supreme Court) im Impeachment-Prozess gegen Andrew Johnson zu eigen machen würde, wonach das Impeachment ein strafwürdiges Vergehen voraussetze. Die Anklagepunkte im Impeachment-Prozess sind aber Machtmissbrauch und Behinderung des Parlaments. Die Einbeziehung von Dershowitz war vor allem auf Druck von Trump zustande gekommen, der ihn unbedingt in seinem Verteidigerteam haben wollte. Dershowitz dagegen soll zunächst abweisend reagiert haben und betonte in einer Stellungnahme am 19. Januar, dass er nicht in die tägliche Arbeit des Verteidigerteams eingebunden sei und nur als Verfassungsexperte in einer grundsätzlichen Frage agiere. Beim Impeachment-Verfahren von Clinton hatte er im August 1998 noch in einem CNN-Interview mit Larry King gesagt, es müssten keine strafrechtlich relevanten Gründe für ein Impeachment vorliegen: It certainly doesn't have to be a crime, if you have somebody who completely corrupts the office of president, and who abuses trust and who poses great danger to our liberty, you don't need a technical crime (Mit Sicherheit muss keine Straftat vorliegen, wenn man jemanden hat, der das Amt des Präsidenten vollständig korrumpiert, Vertrauen missbraucht und eine große Gefahr für die Freiheit darstellt; man braucht keine technische Straftat). Weiterhin merkte er an, dass sich der Präsident im Interesse der Allgemeinheit jeder demokratischen Kontrolle entziehen dürfe: Und wenn ein Präsident etwas getan hat, von dem er glaubt, dass es ihm hilft, im Interesse der Allgemeinheit wiedergewählt zu werden, dann kann ihm das nicht als etwas ausgelegt werden, das ein Impeachment-Verfahren nach sich ziehen sollte.
Am 30. Januar 2020 verließ Dershowitz das Team aus familiären Gründen wieder, noch bevor das Verfahren abgeschlossen war.
Am 8. Januar 2021 erklärte Dershowitz, dass es ihm „Ehre und Privileg“ (engl. honor and privilege) wäre, die rechtliche Verteidigung von Präsident Trump beim geplanten 2. Amtsenthebungsverfahren wegen des Sturms auf das Kapitol am 6. Januar 2021 zu übernehmen. Am 14. Januar kritisierte er in einem Meinungsartikel für die Zeitung The Hill das gestartete Amtsenthebungsverfahren und rechtfertigte Trumps Rede vor seinen Anhängern im Vorfeld vor deren Sturm auf das Kapitol als durch den 1. Zusatzartikel zur Verfassung der Vereinigten Staaten geschützte Redefreiheit, machte am selben Tag aber auch deutlich, dass er zwar weiterhin gegen das Amtsenthebungsverfahren öffentlich plädieren werde und Trump öffentlich verteidigen werde (I’m going to be defending him in the court of public opinion.), aber nicht dem Verteidigerteam vor dem Senat angehören werde.

## Veröffentlichungen
- The Best Defense. 1982, ISBN 0-394-50736-3
- Reversal of Fortune: Inside the von Bülow Case. 1985, ISBN 0-394-53903-6
  - Die Affäre der Sunny von B. Nahaufnahme einer Familie: der Von-Bülow-Skandal. Schweizer Verlagshaus, Zürich 1990, ISBN 3-7263-6638-5; Lübbe, Bergisch Gladbach 1991, ISBN 3-404-11756-5
- Taking Liberties: A Decade of Hard Cases, Bad Laws, and Bum Raps. 1988
- Chutzpah. 1991, ISBN 0-671-76089-0
  - Chuzpe. Autobiographie. Europäische Verlagsanstalt, Hamburg 1999, ISBN 3-434-50439-7
- Contrary to popular opinion. 1991
- Taking Liberties: A Decade of Hard Cases, Bad Laws, and Bum Raps. 1988, ISBN 0-8092-4616-3
- Contrary to popular opinion. 1991
- The Abuse Excuse: And other Cop-outs, Sob Stories and Evasions of Responsibility. 1994, ISBN 0-316-18135-8
- Reasonable Doubts: The Criminal Justice System and the O. J. Simpson Case. 1996
- The Vanishing American Jew: In Search of Jewish Identity for the Next Century. 1997, ISBN 0-316-18133-1
- Sexual McCarthyism: Clinton, Starr, and the Emerging Constitutional Crisis. 1998
- The Genesis of Justice: Ten Stories of Biblical Injustice that Led to the Ten Commandments and Modern Law. Warner Books, 2000
  - Die Entstehung von Recht und Gesetz aus Mord und Totschlag. Europäische Verlagsanstalt, Hamburg 2002, ISBN 3-434-50514-8
- Supreme Injustice: How the high court hijacked Election 2000. Oxford University Press, 2001
- Letters to a Young Lawyer. Basic Books, 2001, ISBN 0-465-01631-6
- Shouting Fire: Civil liberties in an turbulent age. Little Brown, 2002
- Why Terrorism Works: Understanding the Threat, Responding to the Challenge. Yale University Press, 2002
- The Case for Israel. Wiley, 2003, ISBN 0-471-67952-6
  - Plädoyer für Israel. Warum die Anklagen gegen Israel aus Vorurteilen bestehen. Mit einem Vorwort von Henryk M. Broder. Europäische Verlagsanstalt, Hamburg 2005, ISBN 3-203-76026-6
- America Declares Independence. Wiley, 2003
- America on Trial: Inside the Legal Battles That Transformed Our Nation – from the Salem Witches to the Guantanamo Detainees. Warner Books, 2004, ISBN 0-446-52058-6.
- The Case for Peace: How the Arab-Israel Conflict can be resolved. Wiley, 2005
- Rights From Wrongs: A Secular Theory of the Origins of Rights. Basic Books, 2004
- Preemption: A Knife That Cuts Both Ways (Issues of Our Time). Norton, 2006, ISBN 0-393-06012-8
- Blasphemy: How the Religious Right is Hijacking the Declaration of Independence. 2007, ISBN 0-470-08455-3
- Taking The Stand, Crown, 2013, ISBN 978-0-307-71927-0
- Terror Tunnels: The Case for Israel's Just War Against Hamas, 2014, ISBN 978-0-7953-4431-2
- The Case Against Impeaching Trump, 2018, ISBN 978-1-5107-4228-4

Romane
- The Advocate’s Devil. 1994
  - Ein Spiel mit dem Teufel. Kiepenheuer und Witsch 1997, ISBN 3-462-02606-2; dtv, München 1998, ISBN 3-423-20148-7
- Just Revenge. 1999
  - Anwalt der Gerechtigkeit. Roman. Ullstein-Taschenbuchverlag, München 2001, ISBN 3-548-68009-7